# Dead pop
Dead Pop es el primer álbum de estudio debut de la agrupación brasileña Plastique Noir.

## Lista de canciones
1. Inconstancy
2. Imaginary Walls
3. Phantom In My Stereo [Transcommunication]
4. IML
5. Creep Show
6. Killdergarten
7. Those Who Walk By The Night
8. Desire Or Disease
9. Shadowrun
10. Nihil
11. Empty Streets
12. Silent Shout
13. Morphine Days
14. Those Who Walk By The Night (remix) [bonus]